# Supercoppa degli Emirati Arabi Uniti 2015
La UAE Super Cup 2015 si è disputata il 15 agosto 2015 allo Stadio Mohammed Bin Zayed di Abu Dhabi. La sfida ha visto contrapposte l'al-'Ayn, vincitore della UAE Arabian Gulf League 2014-2015, e l'Al-Nasr Sports Club, vincitrice della Coppa del Presidente degli Emirati Arabi Uniti 2014-2015.

## Tabellino
| Arbitro: | Mohamed Abdulla Hassan Mohd |

|                                                               |           |                                             |
| Emmanuel Emenike 3’, 70’ Mohammed Fayez 67’ Mohamed Ahmed 79’ | Marcatori | 50’ Jamal Hussain 90+3’ Rashed Mohamed Omer |